# Liga a IV-a Caraș-Severin
Liga a IV-a Caraș-Severin este principala competiție fotbalistică din județul Caraș-Severin, organizată de Asociația Județeană de Fotbal (AJF) Caraș-Severin, situată în al patrulea eșalon al sistemului de ligi al fotbalului românesc.
Competiția este disputată de un număr variabil de echipe, în funcție de numărul echipelor retrogradate din Liga a III-a, al celor promovate din Liga a V-a Caraș-Severin, precum și al echipelor care se retrag sau se înscriu în competiție. Campioana poate sau nu să promoveze în Liga a III-a, în funcție de rezultatul barajului de promovare disputat împotriva campioanei dintr-o serie județeană vecină.

## Istoric
În 1968, în urma noii reorganizări administrative și teritoriale a țării, fiecare județ a înființat propriul campionat de fotbal, integrând echipele din fostele campionate regionale, precum și echipele care evoluau anterior în competițiile orășenești și raionale. Proaspăt înființatul Campionat Județean Caraș-Severin a fost pus sub autoritatea nou-înființatului Consiliu Județean pentru Educație Fizică și Sport (CJEFS) Caraș-Severin.
De atunci, organizarea și structura principalei competiții din Caraș-Severin, la fel ca și cele ale altor campionate județene, au suferit numeroase modificări. Între 1968 și 1992, competiția a fost cunoscută sub denumirea Campionatul Județean. În 1992 a fost redenumită Divizia C – Faza Județeană, din 1997 s-a numit Divizia D, iar din 2006 este cunoscut ca Liga a IV-a.

## Lista campioanelor

### Campionatul Regional Severin
| Ed. | Sezon | Campioană      |
| --- | ----- | -------------- |
| 1   | 1951  | Flacăra Anina  |
| 2   | 1952  | Metalul Reșița |

### Campionatul Județean Caraș-Severin
| Ed.                  | Sezon                | Campioană            |
| Campionatul Județean | Campionatul Județean | Campionatul Județean |
| -------------------- | -------------------- | -------------------- |
| 1                    | 1968–69              | CFR Caransebeș       |
| 2                    | 1969–70              | Minerul Moldova Nouă |
| 3                    | 1970–71              | Metalul Oțelu Roșu   |
| 4                    | 1971–72              | Minerul Oravița      |
| 5                    | 1972–73              | CFR Caransebeș       |
| 6                    | 1973–74              | Minerul Oravița      |
| 7                    | 1974–75              | Gloria Reșița        |
| 8                    | 1975–76              | Nera Bozovici        |
| 9                    | 1976–77              | Minerul Oravița      |
| 10                   | 1977–78              | CFR Caransebeș       |
| 11                   | 1978–79              | CPL Caransebeș       |
| 12                   | 1979–80              | CFR Caransebeș       |
| 13                   | 1980–81              | ICM Caransebeș       |
| 14                   | 1981–82              | Automecanica Reșița  |
| 15                   | 1982–83              | Metalul Oțelu Roșu   |
| 16                   | 1983–84              | CSM Caransebeș       |
| 17                   | 1984–85              | Automecanica Reșița  |
| 18                   | 1985–86              | Automecanica Reșița  |
| 19                   | 1986–87              | Automecanica Reșița  |
| 20                   | 1987–88              | Foresta Caransebeș   |
| 21                   | 1988–89              | Constructorul Anina  |
| 22                   | 1989–90              | Minerul Oravița      |
| 23                   | 1990–91              | Metalul Oțelu Roșu   |
| 24                   | 1991–92              | Minerul Oravița      |

| Ed.                        | Sezon                      | Campioană                  |
| Divizia C – Faza Județeană | Divizia C – Faza Județeană | Divizia C – Faza Județeană |
| -------------------------- | -------------------------- | -------------------------- |
| 25                         | 1992–93                    | Minerul Moldova Nouă       |
| 26                         | 1993–94                    | Vega Caransebeș            |
| 27                         | 1994–95                    | CFR Caransebeș             |
| 28                         | 1995–96                    | Arsenal Reșița             |
| 29                         | 1996–97                    | CFR Caransebeș             |
| Divizia D                  |                            |                            |
| 30                         | 1997–98                    | Minerul Moldova Nouă       |
| 31                         | 1998–99                    | Caromet Caransebeș         |
| 32                         | 1999–00                    | Minerul Moldova Nouă       |
| 33                         | 2000–01                    | Metalul Oțelu Roșu         |
| 34                         | 2001–02                    | CFR Caransebeș             |
| 35                         | 2002–03                    | Caromet Caransebeș         |
| 36                         | 2003–04                    | Gloria Reșița              |
| 37                         | 2004–05                    | Muncitorul Reșița          |
| 38                         | 2005–06                    | Metalul Bocșa              |
| Liga a IV-a                |                            |                            |
| 39                         | 2006–07                    | Gloria Reșița              |
| 40                         | 2007–08                    | Scorillo Caransebeș        |
| 41                         | 2008–09                    | Berzobis Berzovia          |
| 42                         | 2009–10                    | Autocatania Caransebeș     |
| 43                         | 2010–11                    | Gloria Reșița              |
| 44                         | 2011–12                    | Muncitorul Reșița          |
| 45                         | 2012–13                    | Metalul Oțelu Roșu         |
| 46                         | 2013–14                    | Recolta Berzovia           |

| Ed. | Sezon   | Campioană               |
| --- | ------- | ----------------------- |
| 47  | 2014–15 | Voința Lupac            |
| 48  | 2015–16 | CSM Școlar Reșița       |
| 49  | 2016–17 | Viitorul Caransebeș     |
| 50  | 2017–18 | Voința Lupac            |
| 51  | 2018–19 | Voința Lupac            |
| 52  | 2019–20 | Progresul Ezeriș        |
| 53  | 2020–21 | Voința Lupac            |
| 54  | 2021–22 | Magica Balta Caransebeș |
| 55  | 2022–23 | ACS 2017 Slatina-Timiș  |
| 56  | 2023–24 | Magica Balta Caransebeș |
| 57  | 2024–25 | Nera Bogodinț           |